# 崔存璘
崔存璘（1909年—1980年）是中华民国外交家，浙江鄞县人。曾长期派驻美国。

## 生平
1909年（清宣统元年），生于大清浙江省宁波府。早年赴上海就学，毕业于上海沪江大学，获得文学学士学位。毕业后即留学美国，入读华盛顿大学国际关系系，后获得硕士学位。
留学回国后，于1929年出任南京国民政府外交部副科长、科长。1931年，出任驻瑞士公使馆馆员、秘书，并先后代表中华民国出席国联大会、国际军事缩减会议、国际劳工大会等国际会议，并在国际会议上多次担任中国代表团秘书。
1933年起，派驻美国，开始在美外交职业生涯。任职于华盛顿特区的中华民国驻美国大使馆，曾先后担任使馆二等秘书、一等秘书，使馆参事（主管政治事務）。葉公超驻美期间，与叶配合默契。
在美期间，先后多次代表中华民国出席国际重大会议，包括：国际红十字会大会（担任中国代表团副代表）、国际货币基金组织年会、国际纺织会议、国际糖业会议、国际卫生大会等，担任中国代表团顾问。
曾代表中华民国政府先后参加顿巴敦联合国筹备会议，旧金山联合国成立大会。曾担任第一和第二届联合国大会中国（中华民国）代表团秘书、副秘书长，秘书长等外交职务。
抗日战争胜利后，国民政府拟调其出任驻古巴公使、东北经济委员会副秘书长、东北商务专员等职务，其均婉拒未到任。
后由外交转而经商，任职于英国华盛顿组织通用小型商业投资公司，担任总经理。1967年，出任美国国会图书馆顾问、研究员。1971年，出任美国参议院议员邝友良之特别助理。1977年，出任中华民国（台湾）驻美国大使馆顾问。并担任全美华人福利总会总干事，中美文化协会秘书长等社会职务。
1990年，逝世于美国首都华盛顿特区。

## 家庭
妻崔胡普霖（Pauline Tsui），美国华人社会活动家，女权活动家，为美婦權運動先驅。今中华人民共和国驻美国全权大使崔天凯与其同族。

## 相关遗物
- 于右任书草书五言联赠崔存璘夫妇。题识：存璘、普霖贤伉俪；于右任，五十三年；钤印：右任。

## 代表著作
- 《崔存璘紀念集》